# Pelvicachromis
Genre
Pelvicachromis est un genre de poissons de la famille des cichlidae et de l'ordre des Cichliformes. Ce genre se rencontre uniquement en Afrique ; ce sont des espèces fluviatiles.

## Dimorphisme
Les espèces que regroupe le genre Pelvicachromis sont très simplement différenciables. En effet, les mâles sont notamment plus grands à l’âge adulte, possèdent les nageoires impaires plus effilées et une coloration plus "terne" (genre aux espèces à la coloration assez soutenue). Les femelles sont donc plus petites et de colorations plus soutenues, surtout en période de reproduction, ont le ventre plus rebondi et toujours bien coloré.

## Liste des espèces
Selon FishBase (25 janv. 2017) :
- Pelvicachromis drachenfelsi Lamboj, Bartel & Dell'Ampio, 2014
- Pelvicachromis humilis (Boulenger, 1916)
- Pelvicachromis kribensis (Boulenger, 1911)
- Pelvicachromis pulcher (Boulenger, 1901)
- Pelvicachromis roloffi (Thys van den Audenaerde, 1968)
- Pelvicachromis rubrolabiatus Lamboj, 2004
- Pelvicachromis signatus Lamboj, 2004
- Pelvicachromis silviae Lamboj, 2013
- Pelvicachromis subocellatus (Günther, 1872)
- Pelvicachromis taeniatus (Boulenger, 1901)

## Galerie

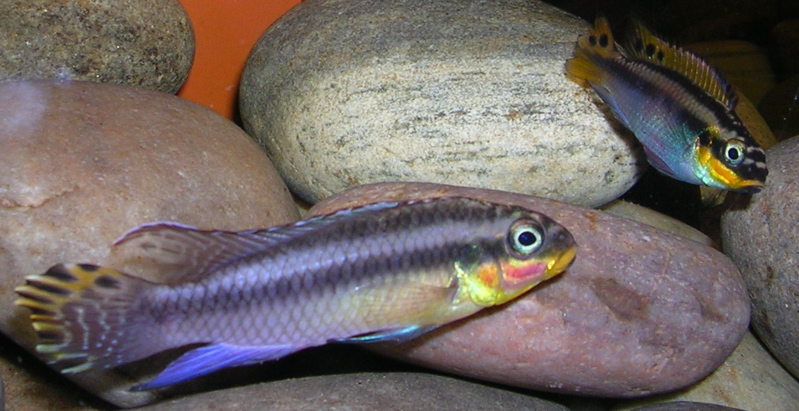
Couple Pelvicachromis taeniatus mâle en bas
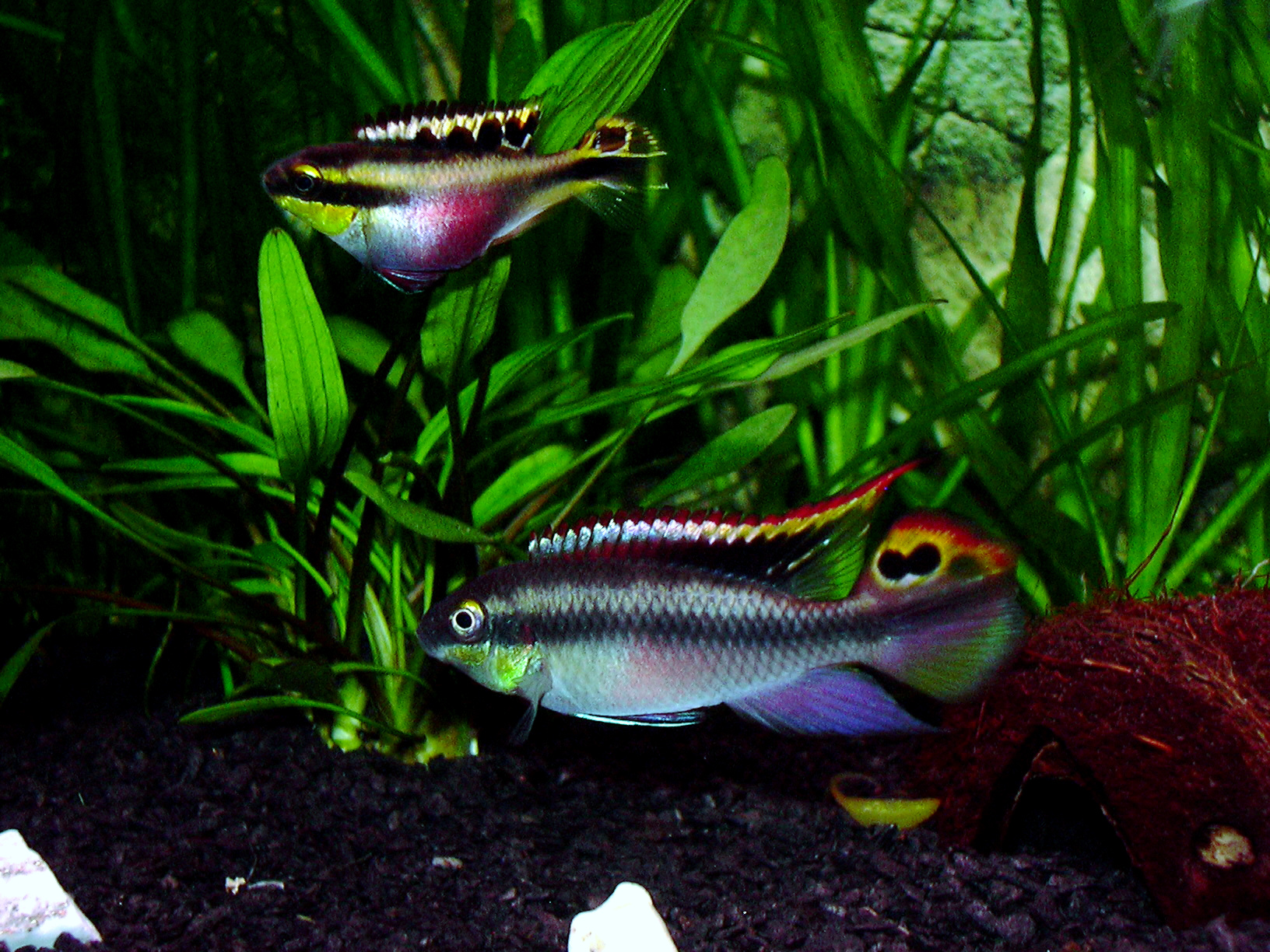
Couple Pelvicachromis pulcher femelle en haut
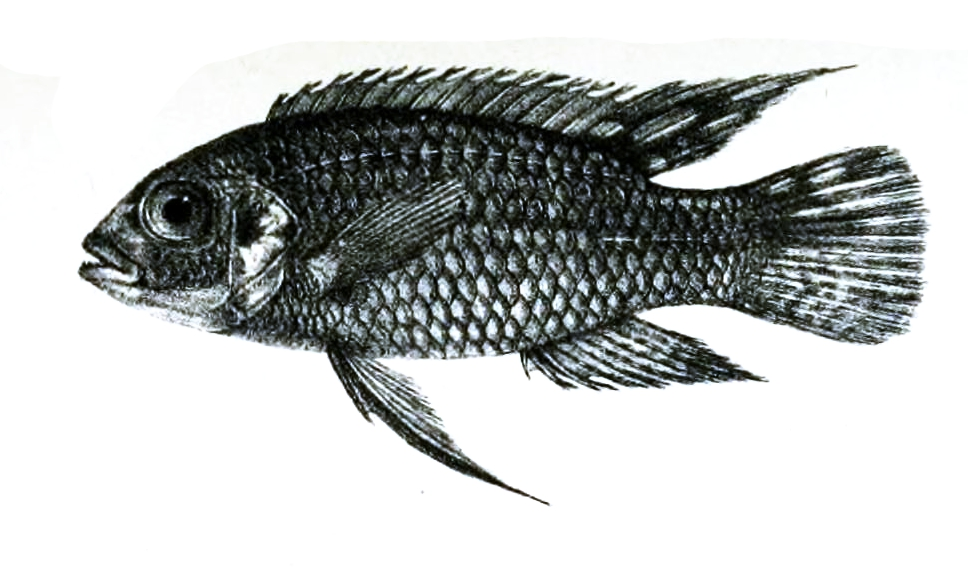
Pelvicachromis subocellatus